# Монастырь Троноша
Монастырь Троноша (серб. Манастир Троноша) в честь Введения во храм Пресвятой Богородицы — монастырь Шабацкой епархии Сербской православной церкви на территории городской общины Лозница Мачванского округа Сербии. Задужбина короля Стефана Драгутина. Монастырь является памятником культуры Сербии большого значения.

## История
Строительство монастыря Троноша началось во время правления в Среме короля Стефана Драгутина, но до окончания постройки король не дожил. Строительство завершила жена Драгутина Катерина Венгерская в 1317 году. Троноша входит в группу дринских монастырей, построенных во времена Драгутина для борьбы против католического и богомильского влияния. Другими монастырями этой группы являются Рача, Папрача, Тамна (Тавна) и Ломница (Ловница). Согласно преданию монастырь Троноша получил своё название от слияния трёх рек в окрестностях монастыря.
После завоевания турками Сербии в 1459 году монастырь был разграблен, сожжён и разрушен. В 1559 году в Троноше был только один конак (жилое здание) и руины старой церкви. Игумену Троношского монастыря Паисию удалось договориться с игуменом монастыря Папрачи Арсением и монахом Геннадием о помощи в восстановлении Троноши. На Пасху 1559 года в Троноше был проведён народный сабор, на котором было решено построить новую церковь на старых развалинах. Уже на Рождество того же года (25 декабря по юлианскому календарю) строительство было завершено. В монастыре был обустроен скрипторий.
Как и другие сербские монастыри, Троноша в XVII—XVIII получала помощь из России. В частности, игумен монастыря Михаил посетил Россию в 1625 году для сбора милостыни.
В 1791 года иеромонах Троношского монастыря Иосиф Троношац завершил работу над книгой, которая вошла в историю как Троношский родослов («Историја о сербских царјех и краљех»). Это самый значительный сербский книжный памятник второй половины XVIII века, созданный на основе старых книг, принесенных в Троношу из фрушкогорских монастырей. В настоящее время Троношский родослов хранится в Вене.
В монастыре Троноша в десятилетнем возрасте обучался Вук Караджич, впоследствии создавший сербский кириллический алфавит — вуковицу.
В 1804 году вспыхнуло Первое сербское восстание. В окрестностях монастыря не велось активных боевых действий, поэтому в ходе самого восстания он не пострадал, но после поражения восставших турки сожгли монастырь. Это случилось в 1813 году или в марте 1814 года. В 1833 году эта территория вошла в состав Княжества Сербия, а уже осенью 1834 года были закончены работы по восстановлению монастыря. Настоятелем монастыря тогда был игумен Мелентий (Филипович).
С началом Первом мировой войны Троноша оказалась на самой линии фронта. Австро-венгерские войска опустошили монастырь и его библиотеку, из-за чего было утрачено множество ценных документов. Оккупанты также отобрали колокола из бронзы для переплавки на военные нужды, оставив только один, установленный в 1880 году.
В октябре 1941 года один из монастырских корпусов и хозяйственные постройки были сожжены немецким карательным отрядом, значительно пострадали церковные книги. Сгоревшее здание, в котором сегодня находится Музей ранних лет обучения Вука Караджича, было восстановлено только в 1964 году.
По состоянию на 2016 год в монастыре проживало семь монахинь, одна послушница и архимандрит Николай (Василинович), который является настоятелем и духовником монастыря.

## Монастырская церковь

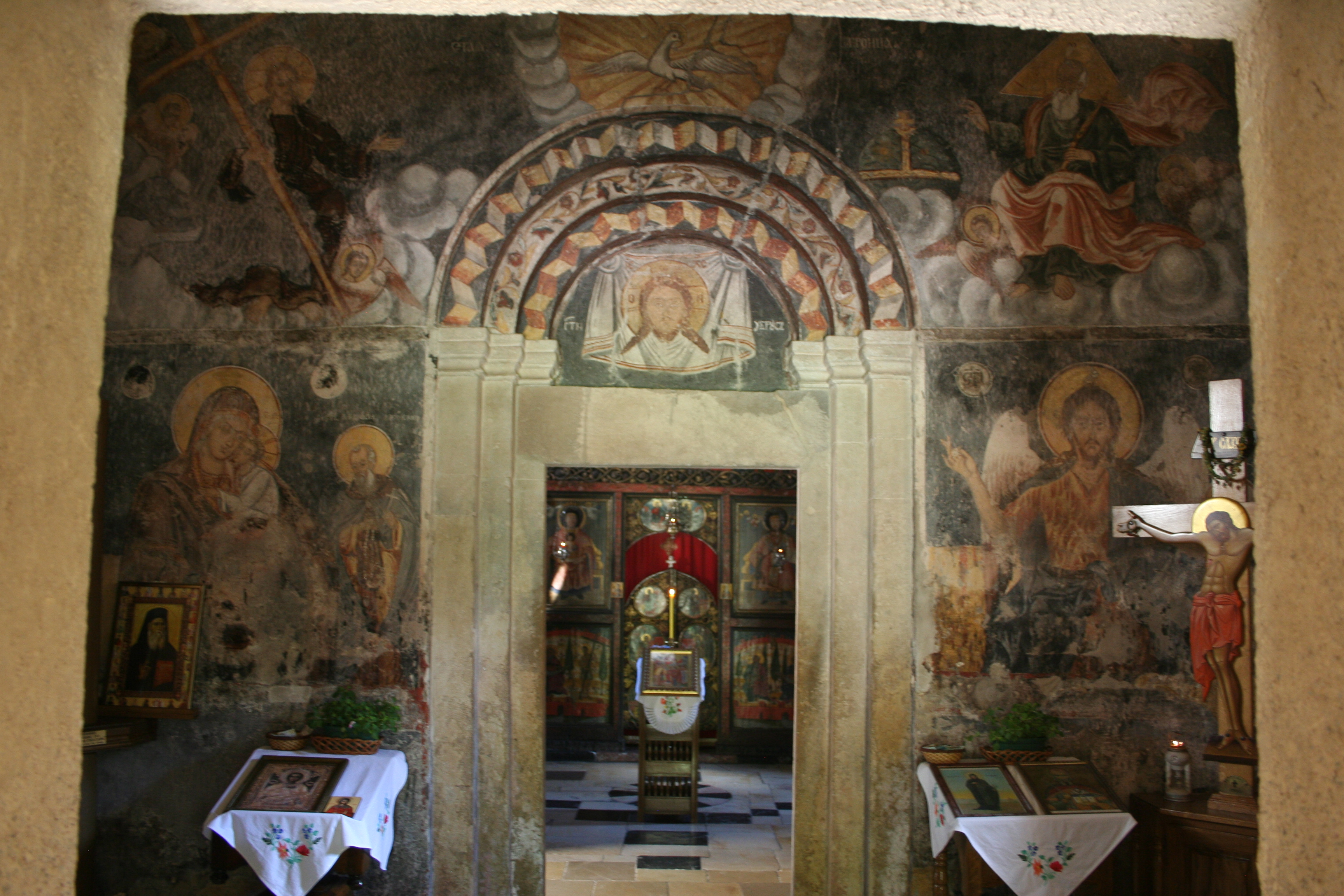
Интерьер церкви

Построенная в 1559 году церковь была посвящена Введению во храм Пресвятой Богородицы и сохранилась до наших дней в изменённом виде. Церковь представляет собой однонефное строение с пятигранной апсидой и притвором с западной стороны, построена в рашском стиле. На пересечении нефа и трансепта возвышается восьмигранный купол. Колокольня в стиле барокко была пристроена в XIX веке. Росписи XVI века сохранились только на западной стороне притвора, а остальные фрески написали Михайло Константинович из Битолы и Никола Янкович из Охрида в 1834 году. Тогда же Никола Янкович сделал иконостас и написал для него иконы.